# 2025年のメジャーリーグベースボール
< 2025年 | 2025年のスポーツ
2025年のメジャーリーグベースボールでは2025年のメジャーリーグベースボール（MLB）の出来事における動向をまとめる。
2024年のメジャーリーグベースボール - 2025年のメジャーリーグベースボール - 2026年のメジャーリーグベースボール

## できごと

### 1月
- 1日
  - フィラデルフィア・フィリーズからDFAのタイラー・ギルバートと、シカゴ・ホワイトソックスのアーロン・コームスがトレード[1]。
- 2日
  - ミルウォーキー・ブルワーズ傘下のメイソン・モリーナと、テキサス・レンジャーズDFAのグラント・アンダーソンがトレード[2]。
  - ミネソタ・ツインズは前横浜DeNAベイスターズのマイク・フォードとマイナー契約[3]。
- 3日
  - ボルチモア・オリオールズはアトランタ・ブレーブスからFAのチャーリー・モートンと1年1500万ドルで契約[4]。
  - ニューヨーク・ヤンキースは、アンドリュー・ベラスケスとマイナー契約[5]。
  - ロサンゼルス・ドジャースはKBOのキウム・ヒーローズからポスティングシステムを行使した金慧成と3年契約[6]。
- 5日
  - カンザスシティ・ロイヤルズは、アトランタ・ブレーブスからFAのキャバン・ビジオとマイナー契約[7]。
- 6日
  - テキサス・レンジャーズは、ボストン・レッドソックスからFAのクリス・マーティンと契約[8]。
  - シンシナティ・レッズは、ロサンゼルス・ドジャースのギャビン・ラックスをマイク・シロタとのトレードで[9]、オーウェン・ホワイトを金銭トレード[10]で獲得。
- 8日
  - ワシントン・ナショナルズは、シンシナティ・レッズからFAのアーメッド・ロザリオと契約[11]。
  - サンフランシスコ・ジャイアンツは、ヒューストン・アストロズからFAのジャスティン・バーランダーと契約[12]。
- 10日
  - トロント・ブルージェイズは、フィラデルフィア・フィリーズからFAのジェフ・ホフマンと3年契約[13]。
  - シカゴ・ホワイトソックスは、ヒューストン・アストロズ傘下からFAのオマー・ナルバエスとマイナー契約[14]。
- 12日
  - アトランタ・ブレーブスは、ボルチモア・オリオールズ傘下からFAのギャレット・クーパーとマイナー契約[15]。
  - 前シアトル・マリナーズ監督のスコット・サーバイスが、サンディエゴ・パドレスの特別補佐に就任[16]。
- 13日
  - シアトル・マリナーズは、サンディエゴ・パドレスからFAのドノバン・ソラーノと契約[17]。
- 14日
  - ニューヨーク・ヤンキースは、シンシナティ・レッズからFAのドミニク・スミスとマイナー契約[18]。
  - シアトル・マリナーズは、シカゴ・カブスDFAのマイルズ・マストロブオーニを金銭トレードで獲得[19]。
  - シカゴ・ホワイトソックスは、ボルチモア・オリオールズからDFAのジョン・ヒーズリーとマイナー契約[20]。
  - ボストン・レッドソックスは、前ドスラレドス・オウルズのロバート・ストックとマイナー契約[21]。
- 15日
  - サンディエゴ・パドレスは、前横浜DeNAベイスターズのJ.B.ウェンデルケンとマイナー契約[22]。
  - ボストン・レッドソックスは、サンフランシスコ・ジャイアンツDFAのブレイク・セイボルをトレードで獲得[23]
  - ニューヨーク・メッツは、サンフランシスコ・ジャイアンツDFAのオースティン・ウォーレンをウェイバーで獲得[24]。
  - ワシントン・ナショナルズは、前埼玉西武ライオンズのフランチー・コルデロとマイナー契約[25]。
  - コロラド・ロッキーズは、ロサンゼルス・エンゼルスからFAのケストン・ヒウラと前シンシナティ・レッズのニック・マティーニとマイナー契約[26]。
- 16日
  - ミルウォーキー・ブルワーズは、前年メジャー出場の無かったホルヘ・アルファーロとマイナー契約[27]。
  - ボルチモア・オリオールズは、シカゴ・ホワイトソックスDFAのジェイコブ・アマヤをウェイバーで獲得[28]。
  - サンディエゴ・パドレスは、シカゴ・ホワイトソックスからDFAのマーティン・マルドナードとマイナー契約[29]。
  - アスレチックスが、桐朋高等学校の森井翔太郎とマイナー契約[30]。
- 17日
  - シアトル・マリナーズが、藤浪晋太郎とマイナー契約[31]。
  - フィラデルフィア・フィリーズは、阪神タイガースからポスティングシステムを行使した青柳晃洋とマイナー契約[32]。
  - ミルウォーキー・ブルワーズは、前東京ヤクルトスワローズのエルビン・ロドリゲスと契約[33]。
  - ロサンゼルス・ドジャースは、千葉ロッテマリーンズからポスティングシステムを行使した佐々木朗希とマイナー契約[34]。
  - トロント・ブルージェイズは、クリーブランド・ガーディアンズとのトレードでマイルズ・ストローを事実上のマイナー契約扱いで獲得[35]。
  - オークランド・アスレチックスは、テキサス・レンジャーズからFAのホセ・ルクラークと1年契約[36]。
  - ワシントン・ナショナルズは、テキサス・レンジャーズからFAのアンドリュー・キズナーとマイナー契約[37]。
- 18日
  - アトランタ・ブレーブスは、サンフランシスコ・ジャイアンツからFAのカート・カサリとマイナー契約[38]。
  - ミネソタ・ツインズは、ニューヨーク・ヤンキースからFAのアンソニー・ミセビッチとマイナー契約[39]
  - カンザスシティ・ロイヤルズは、前ティフアナ・ブルズのハロルド・カストロとマイナー契約[40]。
  - サンディエゴ・パドレスは、ボルチモア・オリオールズ傘下からFAのニコ・グッドラムとマイナー契約[41]。
- 19日
  - テキサス・レンジャーズは、ロサンゼルス・エンゼルス傘下からFAのチャド・ウォーラックとマイナー契約[42]。
- 20日
  - トロント・ブルージェイズは、ボルチモア・オリオールズからFAのアンソニー・サンタンダーと5年契約[43]。
  - アトランタ・ブレーブスは、前コロラド・ロッキーズのチェイスン・シュリーブとマイナー契約[44]
  - シンシナティ・レッズは、ニューヨーク・メッツからFAのアレックス・ヤングとマイナー契約[45]。
- 21日
  - アメリカ野球殿堂は今年度の顕彰者について、イチロー、ビリー・ワグナー、CC・サバシアの3名を選出[46][47]。
  - シアトル・マリナーズはアメリカ野球殿堂入りが決定したイチローが現役時代に着用していた背番号「51」について、本年8月9日を以て永久欠番とすることを発表[48]。
  - サンフランシスコ・ジャイアンツは、ニューヨーク・メッツからFAのジョーイ・ルケーシーとマイナー契約[49]。
  - シカゴ・カブスは、ミネソタ・ツインズからFAのトレバー・リチャーズとマイナー契約[50]。
  - サンディエゴ・パドレスは、シカゴ・ホワイトソックスからFAのマーティン・ペレスと1年契約[51]。
- 22日
  - クリーブランド・ガーディアンズは、アリゾナ・ダイヤモンドバックスからFAのポール・シーウォルドと1年契約[52]。
  - ロサンゼルス・エンゼルスは、前シカゴ・ホワイトソックスのティム・アンダーソンとマイナー契約[53]。
  - トロント・ブルージェイズは、シカゴ・カブスからFAのクリスチャン・ベタンコート・タンパベイ・レイズからFAのリチャード・ラブレディ（英語版）とそれぞれマイナー契約[54]。
  - シカゴ・カブスは、ボストン・レッドソックスからFAのリース・マグワイアとマイナー契約[55]。
- 23日
  - アトランタ・ブレーブスは、サンディエゴ・パドレスからFAのジュリクソン・プロファーと3年契約[56]。
  - ニューヨーク・メッツは、アトランタ・ブレーブスからFAのA.J.ミンターと2年契約[57]。
  - ニューヨーク・ヤンキースは、ボルチモア・オリオールズDFAのロアンシー・コントレラス[58]とアトランタ・ブレーブスDFAのアラン・ワイナンスをいずれもウェイバーで獲得[59]。
  - アリゾナ・ダイヤモンドバックスは、ミネソタ・ツインズからFAのジョシュ・ウィンダーとマイナー契約[60]。
- 24日
  - ロサンゼルス・エンゼルスは、ボルチモア・オリオールズ傘下からFAのJ.D.デービスとマイナー契約[61]。
  - サンディエゴ・パドレスは、シカゴ・ホワイトソックスから金銭トレードでロン・マリナッシオを獲得[62]。
  - ニューヨーク・メッツは、シカゴ・カブスからFAのアドバート・アルゾレイと2年間のマイナー契約[63]。
- 25日
  - ワシントン・ナショナルズは、中日ドラゴンズからポスティングシステムを行使した小笠原慎之介と2年契約[64]。
  - シカゴ・ホワイトソックスは、クリーブランド・ガーディアンズからFAのジェームズ・カリンチャクとマイナー契約[65]。
- 27日
  - ボルチモア・オリオールズは、タンパベイ・レイズからFAのディラン・カールソンと契約[66]。
- 28日
  - ヒューストン・アストロズのライアン・プレスリーと、シカゴ・カブスのフアン・ベロがトレード[67]。
- 30日
  - ロサンゼルス・ドジャースは、テキサス・レンジャーズからFAのカービー・イエーツと契約[68]。
- 31日
  - カンザスシティ・ロイヤルズは、フィラデルフィア・フィリーズからFAのカルロス・エステベスと契約[69]。

### 2月
- 2日
  - デトロイト・タイガースは、ロサンゼルス・ドジャースからFAのジャック・フラハーティと2年契約[70]。
- 3日
  - タンパベイ・レイズは、サンディエゴ・パドレスからFAの金河成と2年契約[71]。
- 5日
  - ミネソタ・ツインズは、ニューヨーク・メッツからFAのハリソン・ベイダーと契約[72]。
- 15日
  - ボストン・レッドソックスは、ヒューストン・アストロズからFAのアレックス・ブレグマンと3年契約[73]。
- 20日
  - スプリングトレーニング開始[74]
  - アメリカ合衆国最大の放送局であるESPNは、2025年シーズンを以って現行のMLB中継の契約を打ち切ることを発表した[75]。

### 3月
- 15日 - 16日
  - 3月18日と3月19日に開催されるMLB東京シリーズで対戦するロサンゼルス・ドジャースとシカゴ・カブスは、日本プロ野球の読売ジャイアンツと阪神タイガースの両球団とのプレシーズンマッチ(東京ドーム)を開催[76]。
- 18日 - 19日
  - MLB東京シリーズ2025、ロサンゼルス・ドジャースVSシカゴ・カブス(東京ドーム)[76]。
- 27日
  - 本土開幕[77]。
  - ニューヨーク・ヤンキースのオースティン・ウェルズが『1番・捕手』として先発出場[78]。これは同チーム史上初の快挙でもあった[78]。またこの試合の第1打席で本塁打を記録したが、これも同チームの捕手としては史上初[78]。
- 31日
  - アトランタ・ブレーブスのジュリクソン・プロファーが禁止薬物のステロイドの使用で80試合の出場停止処分[79]。

### 4月
- 9日
  - トロント・ブルージェイズは、ブラディミール・ゲレーロ・ジュニアと2026年から14年の延長契約を結んだことを発表[80]。
- 19日
  - ロサンゼルス・ドジャースは、大谷翔平が夫人の出産に備えることから「産休」にあたる「父親リスト」入りしたことを発表[81]。
- 25日
  - ロサンゼルス・ドジャースは、ニューヨーク・ヤンキースのヨエンドリス・ゴメスをウェイバー公示で獲得[82]。

### 5月
- 7日
  - ピッツバーグ・パイレーツは、監督のデレク・シェルトンの解任を発表。5月9日からは新たにドン・ケリーが監督を務める[83]。これに伴い、ベンチコーチが不在となった。
- 10日
  - シカゴ・ホワイトソックスは、ロサンゼルス・ドジャースからDFAとなっていたヨエンドリス・ゴメスをウェイバーで獲得[84]。
  - ピッツバーグ・パイレーツの監督のドン・ケリーが暴言を吐いたとして就任2試合目に退場を宣告される[85]。さらに前述の理由により、この試合で監督とベンチコーチが不在となったチームは過去にマイナーで監督を務めた経験のある三塁ベースコーチ兼フィールドコーディネーターのマイク・ラベロが監督代行を務めた。
- 11日
  - コロラド・ロッキーズは、監督のバド・ブラックの解任を発表。5月12日から監督代行をウォーレン・シュエファー（英語版）が務める[86]。
- 16日 - 18日
  - MLBライバリー・ウィークエンド（英語版）初開催[87]。サブウェイ・シリーズやフリーウェイ・シリーズ、クロスタウン・クラシックが開催される他、この週末に行われる全試合がライバル対決となる。
- 18日
  - フィラデルフィア・フィリーズのホセ・アルバラードが禁止薬物の陽性反応により80試合の出場停止処分[88]。
- 17日
  - ボルチモア・オリオールズは、監督のブランドン・ハイドの解任を発表。監督代行をトニー・マンソリーノ（英語版）が務める[89]。

### 6月
- 2日
  - シアトル・マリナーズのウィル・クラインとロサンゼルス・ドジャース傘下のジョー・ジェイクスがトレード[90]。
- 15日
  - ボストン・レッドソックスのラファエル・デバースと、サンフランシスコ・ジャイアンツのジョーダン・ヒックス、カイル・ハリソン、ホセ・ベロ、ジェームズ・ティブス3世がトレード[91]。
- 18日
  - フィラデルフィア・フィリーズはテキサス・レンジャーズのノーラン・ホフマン（英語版）を金銭トレードで獲得[92]。
- 20日
  - ロサンゼルス・エンゼルスは監督のロン・ワシントンが、健康上の理由で無期限休養すると発表。レイ・モンゴメリー（英語版）ベンチコーチが暫定的に指揮を執る[93]。
  - ロサンゼルス・ドジャースは、ボストン・レッドソックスからDFAとなっていたザック・ペンロッド（英語版）を金銭トレードで獲得[94]。
- 24日
  - トロント・ブルージェイズのロビンソン・ピニャとマイアミ・マーリンズのコルビーマーティンがトレード[95]。
- 30日
  - ボストン・レッドソックスのウィルヤー・アブレイユが、1試合でランニング本塁打と満塁本塁打を記録。1958年のロジャー・マリス以来、史上6人目[96]。

### 7月
- 1日
  - ピッツバーグ・パイレーツのハンター・ストラットンとアトランタ・ブレーブスのタイタス・ドゥミトルがトレード[97]。
  - フィラデルフィア・フィリーズは、ニューヨーク・メッツ傘下のドノバン・ウォルトン（英語版）を金銭トレードで獲得[98]。
- 6日
  - ワシントン・ナショナルズは、監督のデーブ・マルティネスとGMのマイク・リゾの解任を発表[99]。翌7月7日、ミゲル・カイロベンチコーチが監督代行を務めることが発表された。
- 9日
  - ミルウォーキー・ブルワーズは、ロサンゼルス・ドジャースのスチュワード・ベロア（英語版）を金銭トレードで獲得[100]。
- 10日
  - シカゴ・ホワイトソックスは、トロント・ブルージェイズのウィル・ロバートソン（英語版）を金銭トレードで獲得[101]。
- 11日
  - ロサンゼルス・ドジャースは、マイアミ・マーリンズのニック・ナストリーニ（英語版）をウェーバーで獲得[102]。
- 13日
  - シカゴ・ホワイトソックスは、ボストン・レッドソックス傘下のブレイク・セイボルを金銭トレードで獲得[103]。
- 14日
  - ミネソタ・ツインズは、ロサンゼルス・ドジャースのノア・デービス（英語版）を金銭トレードで獲得[104]。
- 15日
  - オールスターゲームがトゥルーイスト・パークで開催。試合は9回終了時点で6対6の引き分けとなったため、史上初となるスイングオフ（本塁打競争）で決着が付けられ、ナショナルリーグが勝利。MVPはフィラデルフィア・フィリーズのカイル・シュワーバー[105]。
- 16日
  - カンザスシティ・ロイヤルズのキャム・デバニー（英語版）とピッツバーグ・パイレーツのアダム・フレイジャーがトレード[106]。
  - ボルチモア・オリオールズは、ミルウォーキー・ブルワーズからDFAとなっていたエルビン・ロドリゲスをウェイバーで獲得[107]。
  - マイアミ・マーリンズはアトランタ・ブレーブスのマイケル・ピーターセン（英語版）を金銭トレードで獲得[108]。
- 17日
  - テキサス・レンジャーズのデーン・ダニングとアトランタ・ブレーブスのホセ・ルイーズがトレード[109]。
- 21日
  - フィラデルフィア・フィリーズが、捕手の打撃妨害による押し出し四球でサヨナラ勝利。1971年8月1日にドジャース対レッズ戦以来54年ぶりの珍事[110]。
- 24日
  - アリゾナ・ダイヤモンドバックスのジョシュ・ネイラーと、シアトル・マリナーズのブライディン・ガルシア、アシュトン・イジーがトレード[111]。
- 25日
  - ニューヨーク・ヤンキースは、コロラド・ロッキーズのライアン・マクマホンをトレードで獲得[112]。
  - ボルチモア・オリオールズのグレゴリー・ソトと、ニューヨーク・メッツのウェリントン・アラセナとキャメロン・フォスターがトレード[113]。
- 27日
  - アトランタ・ブレーブスはセントルイス・カージナルスのエリック・フェッドを金銭トレードで獲得[114]。
- 28日
  - クリーブランド・ガーディアンズのエマヌエル・クラセがMLB機構による賭博調査のため1ヶ月の有給休職[115]。
  - ミネソタ・ツインズのクリス・パダック、ランディ・ドブナックと、デトロイト・タイガースのエンリケ・ヒメネスがトレード[116]。
  - タンパベイ・レイズのダニー・ジャンセンと、ミルウォーキー・ブルワーズのジャダー・アレイナモがトレード[117]。
- 29日
  - ボルチモア・オリオールズのセランソニー・ドミンゲスと、トロント・ブルージェイズのジャーロン・ワッツ＝ブラウンがトレード[118]。
- 30日
  - ロサンゼルス・エンゼルスのジェイク・イーダー、サム・ブラウン（英語版）とワシントン・ナショナルズのルイス・ガルシア、アンドリュー・チェイフィンがトレード[119]。
  - シンシナティ・レッズのテイラー・ロジャース、サミー・スタフラとピッツバーグ・パイレーツのケブライアン・ヘイズがトレード[120]。
  - フィラデルフィア・フィリーズのミック・エイベル、エデュアルド・タイトとミネソタ・ツインズのヨアン・デュランがトレード[121]。
  - ニューヨーク・メッツは、セントルイス・カージナルスのライアン・ヘルズリー、サンフランシスコ・ジャイアンツのタイラー・ロジャースをトレードで獲得[122][123]。
  - ワシントン・ナショナルズのマイケル・ソロカと、シカゴ・カブスのクリスチャン・フランクリン、ロニー・クルーズがトレード[124]。
  - セントルイス・カージナルスのスティーブン・マッツと、ボストン・レッドソックスのブレイズ・ジョーダンがトレード[125]。
  - シアトル・マリナーズは、アリゾナ・ダイヤモンドバックスのエウヘニオ・スアレスをトレードで獲得。35本塁打以上を打った選手がシーズン中にトレードされるのは史上初[126]。
- 31日
  - サンディエゴ・パドレスは、アスレチックスのメイソン・ミラー、JP・シアーズ、ボルチモア・オリオールズのライアン・オハーン、ラモン・ラウレアーノ、カンザスシティ・ロイヤルズのフレディ・ファーミン、トロント・ブルージェイズのウィル・ワグナー、ミルウォーキー・ブルワーズのネスター・コーテズをトレードで獲得[127]。
  - ロサンゼルス・ドジャースのジェームズ・アウトマンと、ミネソタ・ツインズのブロック・スチュワートがトレード[128]。
  - ロサンゼルス・ドジャースのダスティン・メイと、ボストン・レッドソックスのジェームズ・ティブス（英語版）、ザック・アーハードがトレード。
  - ワシントン・ナショナルズのアレックス・コールと、ロサンゼルス・ドジャースのエリック・スワン（英語版）、ショーン・ポール・リナン（英語版）がトレード[129]。
  - クリーブランド・ガーディアンズのシェーン・ビーバーと、トロント・ブルージェイズのカール・スティーブン（英語版）がトレード[130]。
  - ニューヨーク・ヤンキースは、ピッツバーグ・パイレーツのデビッド・ベッドナー、サンフランシスコ・ジャイアンツのカミロ・ドバル、コロラド・ロッキーズのジェイク・バード、タンパベイ・レイズのホセ・カバレーロをトレードで獲得[131]。
  - ヒューストン・アストロズはミネソタ・ツインズのカルロス・コレア、マイアミ・マーリンズのヘスス・サンチェスをトレードで獲得[132]。

### 8月
- 3日
  - シアトル・マリナーズのフリオ・ロドリゲスが、メジャー史上初となるデビューから4年連続の20本塁打20盗塁を達成。この日の試合で通算100本塁打を記録し、メジャー4年目での100本塁打・100盗塁は、バリー・ボンズとダリル・ストロベリーに次いで史上3人目[133]。
- 4日
  - ロサンゼルス・ドジャースは、セントルイス・カージナルスのルーケン・ベイカーをウエーバーで獲得[134]。

## 達成された記録

### 打者の記録
- 4月4日
  - ニューヨーク・ヤンキースのアーロン・ジャッジが通算1000試合出場[135]。
  - シカゴ・カブスのイアン・ハップが通算1000試合出場[136]。
- 4月15日
  - ロサンゼルス・ドジャースの大谷翔平が通算150盗塁、日本人史上2人目[137]。
- 4月27日
  - ロサンゼルス・ドジャースのテオスカー・ヘルナンデスが通算200本塁打[138]。
- 5月1日
  - クリーブランド・ガーディアンズのホセ・ラミレスが通算250盗塁[139]。
- 5月16日
  - フィラデルフィア・フィリーズのブライス・ハーパーが通算1000打点[140]。
- 6月1日
  - ロサンゼルス・ドジャースのマックス・マンシーが通算200本塁打[141]。
- 6月14日
  - ロサンゼルス・ドジャースの大谷翔平が通算250本塁打[142]。
- 6月19日
  - ニューヨーク・メッツのフアン・ソトが通算1000安打[143]。
- 6月24日
  - ロサンゼルス・ドジャースの大谷翔平が日米通算300本塁打[144]。
- 7月7日
  - サンディエゴ・パドレスのマニー・マチャドが通算2000安打[145]。
- 7月8日
  - シカゴ・カブスのジャスティン・ターナーが通算200本塁打[146]。
- 7月12日
  - ミネソタ・ツインズのバイロン・バクストンがサイクル安打[147]。
- 7月25日
  - フィラデルフィア・フィリーズのカイル・シュワーバーが通算1000安打[148]。
- 7月27日
  - ロサンゼルス・エンゼルスのマイク・トラウトが通算1000打点[149]。
- 8月2日
  - ニューヨーク・メッツのピート・アロンソが通算250本塁打[150]。
- 8月3日
  - シアトル・マリナーズのフリオ・ロドリゲスが通算100本塁打[151]。

### 投手の記録
- 4月8日
  - ロサンゼルス・エンゼルスのケンリー・ジャンセンが通算450セーブ、史上4人目[152]。
- 4月16日
  - アトランタ・ブレーブスのスペンサー・ストライダーが通算500奪三振[153]。
- 5月4日
  - テキサス・レンジャーズのジェイコブ・デグロムが通算1700奪三振[154]。
- 5月29日
  - アトランタ・ブレーブスのクリス・セールが通算2500奪三振[155]。
- 7月2日
  - ロサンゼルス・ドジャースのクレイトン・カーショウが、通算3000奪三振[156]。
- 8月10日
  - サンフランシスコ・ジャイアンツのジャスティン・バーランダーが、通算3500奪三振[157]。

### その他の記録
- 4月2日
  - ロサンゼルス・ドジャースが球団新記録となる開幕8連勝[158]。
- 7月13日
  - シンシナティ・レッズのテリー・フランコーナが監督通算2000勝[159]。

## 監督人事

### シーズン中の変更
| 日付     | チーム | 新任監督                         | 前任監督             | 前職            |
| -------- | ------ | -------------------------------- | -------------------- | --------------- |
| 05月07日 | PIT    | ドン・ケリー                     | デレク・シェルトン   | PIT監督         |
| 05月11日 | COL    | ウォーレン・シュエファー（代行） | バド・ブラック       | COL監督         |
| 05月17日 | BAL    | トニー・マンソリーノ（代行）     | ブランドン・ハイド   | BAL三塁コーチ   |
| 06月20日 | LAA    | レイ・モンゴメリー（代行）       | ロン・ワシントン     | LAAベンチコーチ |
| 07月7日  | WSH    | ミゲル・カイロ（代行）           | デーブ・マルティネス | WSHベンチコーチ |

## 予定
- 9月28日 - レギュラーシーズン閉幕[77]
- 9月30日 - ワイルドカードシリーズ
- 10月4日 - ディビジョンシリーズ
- 10月12日 - リーグチャンピオンシップシリーズ
- 10月24日 - ワールドシリーズ
- 11月13日 - MLB Awards show[160]

## 表彰

### プレイヤー・オブ・ザ・マンス
| プレイヤー・オブ・ザ・マンス | プレイヤー・オブ・ザ・マンス | プレイヤー・オブ・ザ・マンス | プレイヤー・オブ・ザ・マンス | プレイヤー・オブ・ザ・マンス |
| 月                           | アメリカンリーグ             | アメリカンリーグ             | ナショナルリーグ             | ナショナルリーグ             |
| ---------------------------- | ---------------------------- | ---------------------------- | ---------------------------- | ---------------------------- |
| 4月                          | アーロン・ジャッジ           | NYY                          | ピート・アロンソ             | NYM                          |
| 5月                          | アーロン・ジャッジ           | NYY                          | 大谷翔平                     | LAD                          |
| 6月                          | カル・ローリー               | SEA                          | フアン・ソト                 | NYM                          |
| 7月                          | ニック・カーツ               | ATH                          | カイル・ストワーズ           | MIA                          |
| 8月                          |                              |                              |                              |                              |
| 9月                          |                              |                              |                              |                              |

### ピッチャー・オブ・ザ・マンス
| ピッチャー・オブ・ザ・マンス | ピッチャー・オブ・ザ・マンス | ピッチャー・オブ・ザ・マンス | ピッチャー・オブ・ザ・マンス | ピッチャー・オブ・ザ・マンス |
| 月                           | アメリカンリーグ             | アメリカンリーグ             | ナショナルリーグ             | ナショナルリーグ             |
| ---------------------------- | ---------------------------- | ---------------------------- | ---------------------------- | ---------------------------- |
| 4月                          | マックス・フリード           | NYY                          | 山本由伸                     | LAD                          |
| 5月                          | クリス・ブビック             | KC                           | ロビー・レイ                 | SF                           |
| 6月                          | ハンター・ブラウン           | HOU                          | ザック・ウィーラー           | PHI                          |
| 7月                          | ネイサン・イオバルディ       | TEX                          | ポール・スキーンズ           | PIT                          |
| 8月                          |                              |                              |                              |                              |
| 9月                          |                              |                              |                              |                              |

### リリーバー・オブ・ザ・マンス
| リリーバー・オブ・ザ・マンス | リリーバー・オブ・ザ・マンス | リリーバー・オブ・ザ・マンス | リリーバー・オブ・ザ・マンス | リリーバー・オブ・ザ・マンス |
| 月                           | アメリカンリーグ             | アメリカンリーグ             | ナショナルリーグ             | ナショナルリーグ             |
| ---------------------------- | ---------------------------- | ---------------------------- | ---------------------------- | ---------------------------- |
| 4月                          | アンドレス・ムニョス         | SEA                          | ロベルト・スアレス           | SD                           |
| 5月                          | ヨアン・デュラン             | MIN                          | エドウィン・ディアス         | NYM                          |
| 6月                          | ジョシュ・ヘイダー           | HOU                          | デビッド・ベッドナー         | PIT                          |
| 7月                          | ケンリー・ジャンセン         | LAA                          | エドウィン・ディアス         | NYM                          |
| 8月                          |                              |                              |                              |                              |
| 9月                          |                              |                              |                              |                              |

### ルーキー・オブ・ザ・マンス
| ルーキー・オブ・ザ・マンス | ルーキー・オブ・ザ・マンス | ルーキー・オブ・ザ・マンス | ルーキー・オブ・ザ・マンス   | ルーキー・オブ・ザ・マンス |
| 月                         | アメリカンリーグ           | アメリカンリーグ           | ナショナルリーグ             | ナショナルリーグ           |
| -------------------------- | -------------------------- | -------------------------- | ---------------------------- | -------------------------- |
| 4月                        | クリスチャン・キャンベル   | BOS                        | ルイスアンヘル・アクーニャ   | NYM                        |
| 5月                        | ジェイコブ・ウィルソン     | ATH                        | ドレイク・ボールドウィン     | ATL                        |
| 6月                        | ニック・カーツ             | ATH                        | ジェイコブ・ミジオロウスキー | MIL                        |
| 7月                        | ニック・カーツ             | ATH                        | アイザック・コリンズ         | MIL                        |
| 8月                        |                            |                            |                              |                            |
| 9月                        |                            |                            |                              |                            |

### アメリカ野球殿堂入り表彰者
- デーブ・パーカー
- ディック・アレン
- イチロー
- ビリー・ワグナー
- CC・サバシア

## 引退
- 1月17日 - ダニエル・カマレナ[173]
- 1月18日 - ケビン・プラウェッキー[174]
- 1月20日 - アンドリュー・ナップ[175]
- 1月24日 - タイラー・シア（英語版）[176]
- 2月11日 - リチャード・ブレイアー[177]
- 2月19日 - スペンサー・パットン[178]
- 2月26日 - 陳偉殷[179]
- 3月3日 - マイク・ムスタカス[180]
- 3月29日 - ジェイ・ジャクソン[181]
- 4月1日 - ランス・リン[182]
- 5月5日 - ロス・ストリップリング[183]
- 5月8日 - クリス・マーティン（シーズン限り）[184]
- 5月12日 - エバン・ロンゴリア[185]
- 5月14日 - マット・カーペンター[186]
- 5月15日 - トニー・ケンプ[187]
- 5月18日 - コルテン・ウォン[188]
- 5月21日 - ジーン・セグラ[189]
- 5月23日 - ジェイク・ディークマン[190]
- 5月31日 - ジョシュ・ハリソン[191]
- 6月15日 - ウィルソン・ラモス[192]
- 6月24日 - ウィット・メリフィールド[193]
- 6月30日 - タッカー・バーンハート[194]
- 7月2日 - ケビン・ピラー[195]
- 7月4日 - フレディ・ガルビス[196]
- 7月5日 - トレバー・ケーヒル[197]
- 7月6日 - ダン・ストレイリー[198]
- 7月17日 - カイル・ギブソン[199]
- 7月18日 - ダニエル・バード（二度目）[200]
- 7月24日 - ジェシー・チャベス[201]
- 7月24日 - ニック・アーメド[202]

## 永久欠番
- 01月06日 - デビッド・ライト：ニューヨーク・メッツ『5』[203]
- 08月09日 - イチロー：シアトル・マリナーズ『51』